# Строссен, Рэндалл
Рэндалл Дж. Строссен (англ. Randall J. Strossen; род. 8 ноября 1951) — американский спортивный обозреватель (силовые виды спорта), автор ряда книг по технике силового тренинга, основатель и президент компании-производителя спортивных товаров «IronMind® Enterprises, Ink.». Как фотожурналист Строссен освещал спортивные топ-события, включая Олимпийские игры во всём мире за последние 20 лет.

## Биография
С юного возраста Рэндалл приобщился к силовому тренингу и до сих пор является его преданным фанатом. Изначально экспериментировал с собственными программами тренировок, одна из которых, позволившая набрать 13 килограммов мышц за шесть недель, была настолько эффективна и показательна, что была описана в журнале «IronMan» (январь, 1969).
После получения учёной степени в области психологии в Стэнфордском университете Строссен несколько лет работал вице-президентом по маркетингу в банке, затем ещё несколько лет в крупной бухгалтерской и консалтинговой фирме.
Начиная с 1988 года в течение 12 лет он вёл ежемесячную авторскую колонку под названием «IronMind» в журнале «IronMan». В том же году основал компанию «IronMind Enterprises», нацеленную на повышение результатов в силовых видах спорта с помощью техник, основанных на научной психологии.
С 1993 года Строссен выступает издателем и шеф-редактором журнала «MILO». Также редактирует на сайте своей компании интернет-ленту, превратившуюся в ведущий источник международных новостей о силовом спорте.

## Книги
- Introducing trust services for the community bank. — 1984. — ICCN 85129404.
- Super Squats: How to Gain 30 Pounds of Muscle in 6 Weeks. — 1989. — ISBN 0926888005.
- IronMind: Stronger Minds, Stronger Bodies[2]. — 1994. — ISBN 0926888021.
- Paul Anderson: The Mightiest Minister. — 1999. — ISBN 0926888080.
- Captains of Crush Grippers: What They Are and How To Close Them. — 2003. — ISBN 0926888129.
- Winning Ways: How To Succeed In The Gym And Out[2]. — 2004. — ISBN 0926888137.
- Be Your Best [Автор введения книги Дэвида Моргана]. — 2007. — ISBN 0753512262.
- Captains of Crush Grippers: What They Are and How to Close Them, Second Edition. — 2009. — ISBN 0926888846.